# 朱貴㸎
應山悼恭王朱貴㸎（1414年—1446年），明朝遼藩第一代應山王，遼簡王朱植的庶第十四子。

## 生平
宣德七年（1432年），封應山王。
正統十一年（1446年），朱貴㸎去世，享年三十三歲，諡號悼恭。三年後，嫡長子朱豪𡑡襲爵。

## 家庭

### 妻
- 榮氏，荊州左衛指揮僉事榮安女，宣德七年（1432年）冊為應山王妃[1]，天順元年（1457年）十月薨[3]。

### 子
- 嫡長子：應山端順王朱豪𡑡
- 第二子：鎮國將軍朱豪䵺[4]
  - 第一子：輔國將軍朱恩錫[5]
    - 第一子：輔國將軍朱寵溙[5]
      - 第一子：朱致？[5]